# 海に降る
『海に降る』（うみにふる）は、朱野帰子の冒険小説。幻冬舎から2012年1月11日に単行本が書き下ろし小説として刊行、2015年7月21日に幻冬舎文庫が刊行された。2016年には、JTの公式WEBサイト「ちょっと一服ひろば」で、番外編「もっと深いところへ」（全5話）が公開された。
2012年にNHK-FM「青春アドベンチャー」でラジオドラマ化、2013年にNHK-FM「特集オーディオドラマ」でスピンオフ特番「星を掘れ！」が放送された。
2015年、WOWOWでテレビドラマ化された。

## あらすじ
海洋研究開発機構（JAMSTEC）の有人潜水調査船「しんかい6500」運航チームに所属する天谷深雪は、女性初のパイロット訓練生。父の北里厚志は「しんかい6500」の建造に関わった技術開発者であったが、深雪が幼い頃に両親は離婚。アメリカで再婚した厚志に深雪は何度も手紙を送るも、返事が来ることは一度もなかった。深雪は寂しさを感じていたが、「世界で一番深い海に行く船を造る」と約束した厚志を信じ、業務に勤しむ日々を送っていた。
そんなある日、深雪の前に小学生・北里陽生が突然現れる。陽生は厚志と再婚相手の息子だった。陽生の「パパ、もう日本に帰ってこないよ」という言葉に動揺した深雪は、コパイロットの昇格をかけた訓練潜航中に閉所恐怖症を発症してしまう。当然、昇格の話は白紙に。閉所恐怖症が完全に治癒するまで、「しんかい6500」への乗船は禁止されてしまう。
傷心の深雪は運航チームの飲み会で、広報課に入ったばかりの新人・高峰浩二と初めて顔を合わせる。高峰は広報課の身でありながら「しんかい6500」で深海に潜りたいと力強く語り、深雪は激怒する。実は高峰の父は深海生物学者で、一度だけ深海で目撃した未確認深海生物〈白い糸〉を長年探し続けたが見つからず、防波堤から海に落ちて亡くなっていた。高峰は父の夢を叶えるために、JAMSTECに入所したのだった。
深雪はしばらく高峰と組んで仕事をすることを命じられる。陽生と高峰に振り回されながら、深雪は自分が何のために深海に潜るのかについてもう一度考えていく。

## 登場人物
天谷深雪（あまがい みゆき）
JAMSTECの「しんかい6500」運航チームに所属する女性パイロット訓練生。小学生の頃に両親が離婚し、母親に引き取られ、苗字が「北里」から今の姓に変わった。その母も4年前に他界している。運航チームの紅一点でありながら物怖じせず、負けず嫌いな性格。酒癖が悪い。
高峰浩二（たかみね こうじ）
JAMSTECの広報課の新人職員。父・秋一の遺志を受け継ぎ、未確認深海生物〈白い糸〉を探している。番外編「もっと深いところへ」の主人公。
北里陽生（きたざと はるき）
小学4年生。北里厚志と真理子の息子で、深雪の異母弟にあたる。真理子とアメリカから一時帰国していて、深雪の家に居候することになる。
北里厚志（きたざと あつし）
深雪の父。「しんかい6500」の開発者。離婚後はアメリカに渡り、真理子と再婚して陽生をもうけた。現在は一人アメリカに残り、ウッズホール海洋研究所で働いている。
北里真理子（きたざと まりこ）
厚志の再婚相手。鎌倉に住む母親（陽生の祖母）の看病で疲労している。
多岐隆司（たき りゅうじ）
JAMSTECの「しんかい6500」運航チームの司令。
神尾宏（かみお ひろし）
JAMSTECの「しんかい6500」運航チームに所属する潜航長。
正田眞美（しょうだ まみ）
JAMSTECの広報課職員。深雪の同期。
目山優（めやま ゆう）
海洋・極限環境生物圏領域のプログラムディレクター。
皆川彰平（みながわ しょうへい）
JAMSTECの理事。厚志と親しく、深雪のことも子どもの頃からよく知っている。深雪を「ちゃん」づけで呼ぶ。

## ラジオドラマ
海に降る
NHK-FM「青春アドベンチャー」にて、2012年11月19日から11月23日までと11月26日から11月30日までに、全10回が放送された。
- 出演：大塚千弘、多田直人、酒向芳、岡田達也、大家仁志、古川悦史、大林隆介、石住昭彦、浅場万矢、森下亮、高橋礼恵、青木柚、高橋克明、中村彰男、児玉萌々、小嶋一星、坂口理恵、大門真紀、山本与志恵
- 原作：朱野帰子
- 脚色：永津愛子
- 音楽：小林洋平

星を掘れ！
『海に降る』のスピンオフ特番。NHK-FM「特集オーディオドラマ」にて、2013年7月27日に放送された。
- 出演：川口覚、大塚明夫、岡田達也、大塚千弘、多田直人、大林隆介、古川悦史、近江谷太朗、中村彰男、坂口理恵、亀田佳明、木津誠之、高橋克明
- 原案：朱野帰子
- 脚本：永津愛子
- 音楽：小林洋平

## テレビドラマ
WOWOWの「連続ドラマW 土曜オリジナルドラマ」枠にて、2015年10月10日から11月14日まで放送された。全6話。主演は有村架純。JAMSTECが全面協力している。

### キャスト
- 天谷深雪 - 有村架純
- 高峰浩二 - 井上芳雄[12]
- 正田眞美子 - 板谷由夏[13]
- 神尾宏 - 筒井道隆
- 近藤恒哉 - 高橋和也
- 石田卓也
- 水澤紳吾
- 飯田基祐
- 斉藤暁
- 菊屋 - 浜田晃
- 渡辺憲吉
- 少路勇介
- 安井順平
- 有川マコト
- 松浦愛弓
- 天谷厚志 - 時任三郎
- 多岐隆司 - 西岡德馬
- 皆川彰平 - 平泉成
- 陣内公彦 - 竹中直人
- 天谷直子 - 原田知世
- 石堂将司 - 遠藤憲一

### スタッフ
- 原作 - 朱野帰子 『海に降る』（幻冬舎文庫刊）
- 監督 - 山本剛義
- 脚本 - 徳永友一、山浦雅大、三浦駿斗、浅野敦也
- 音楽 - 稲本響
- プロデューサー - 岡野真紀子（WOWOW）、浅野敦也
- 撮影協力 - JAMSTEC（海洋研究開発機構）
- 製作 - WOWOW、ドリマックス・テレビジョン

### 放送日程
| 各話   | 放送日   | 脚本              |
| ------ | -------- | ----------------- |
| 第一話 | 10月10日 | 徳永友一          |
| 第二話 | 10月17日 | 山浦雅大 浅野敦也 |
| 第三話 | 10月24日 | 徳永友一          |
| 第四話 | 10月31日 | 三浦駿斗          |
| 第五話 | 11月07日 | 山浦雅大 浅野敦也 |
| 最終話 | 11月14日 | 徳永友一          |

| WOWOW 連続ドラマW 土曜オリジナルドラマ枠    | WOWOW 連続ドラマW 土曜オリジナルドラマ枠 | WOWOW 連続ドラマW 土曜オリジナルドラマ枠    |
| 前番組                                      | 番組名                                   | 次番組                                      |
| ------------------------------------------- | ---------------------------------------- | ------------------------------------------- |
| 煙霞 -Gold Rush- （2015年7月18日 - 8月2日） | 海に降る （2015年10月10日 - 11月14日）   | 5人のジュンコ （2015年11月21日 - 12月19日） |